# Slavianski boulvar (métro de Moscou)
Slavianski boulvar (en russe : Славя́нский бульва́р et en anglais : Slavyansky Bulvar) 7 septembre 2008 est une station de la ligne Arbatsko-Pokrovskaïa (ligne 3 bleue) du métro de Moscou. Elle est située sur le territoire du raïon Fili-Davydkovo dans le district administratif ouest de Moscou.

## Situation sur le réseau
Établie en souterrain, à 9 mètres sous le niveau du sol, la station Slavianski boulvar est située au point 103+21 de la ligne Arbatsko-Pokrovskaïa (ligne 3 bleue), entre les stations Park Pobedy (en direction de Chtchiolkovskaïa), et Kountsevskaïa (en direction de Piatnitskoïe chosse).

## Histoire
La station Slavianski boulvar est mise en service le 7 septembre 2008, lors de l'ouverture à l'exploitation du prolongement entre Park Pobedy et Kountsevskaïa.
С'est une station de style Art nouveau. Les contours de la station rappellent le métropolitain parisien.